# Lundfrölöpare
Lundfrölöpare (Harpalus xanthopus) är en skalbaggsart som beskrevs av Max Gemminger och Edgar von Harold 1868. Lundfrölöpare ingår i släktet Harpalus, och familjen jordlöpare. Arten är reproducerande i Sverige.